# Vespasiano
Vespasiano est une ville brésilienne de l'État du Minas Gerais. Sa population était estimée à 104 612 habitants en 2010. La municipalité s'étend sur 70 km2.

## Maires
| Période | Période | Identité     | Étiquette | Qualité |
| ------- | ------- | ------------ | --------- | ------- |
| 2009    | 2012    | Carlos Murta | PMDB      |         |